# Jean Joseph Dussault
Pour les articles homonymes, voir Dussault.
Jean François Joseph Dussault, né le 1er juillet 1769 à Paris où il est mort le 14 juillet 1824, est journaliste, critique littéraire et bibliothécaire français.

## Biographie
Fils d'un médecin militaire, il fait ses études au collège Sainte-Barbe, où il devient plus tard maître répétiteur. Il occupe le même emploi au collège du Plessis lorsque la Révolution le contraint à démissionner. Il entre alors au journal de Louis Fréron, L'Orateur du peuple, où il se fait remarquer par ses opinions modérées, sans toutefois être dénoncé comme contre-révolutionnaire. Après la chute de Robespierre, il publie plusieurs pamphlets contre les principales figures de la Révolution, puis collabore au Véridique, journal hostile au Directoire, et parvient non sans mal à se soustraire à la déportation à laquelle il est condamné. Il entre ensuite au Journal des débats, où il tient jusque vers 1818 une chronique littéraire en signant ses articles de la lettre Y. Il s'y signale par de vives polémiques, entre autres contre Marie-Joseph Chénier, dont il critique les cours à l'Athénée. En 1820, il est nommé conservateur de la bibliothèque Sainte-Geneviève. L'année suivante, il brigue un fauteuil à l'Académie française, mais doit céder la place à Abel-François Villemain. Vers la fin de sa vie, il se voue à des travaux d'édition et s'attache notamment à publier les œuvres de Quintilien en latin.
Il réunit aussi ses articles de critique sous le titre Annales littéraires. Selon Chateaubriand, leur publication « est un véritable service rendu aux lettres. On trouve partout dans ce recueil, avec la tradition des saines doctrines, un jugement sûr, un goût formé à la meilleure école, un style clair, excellent surtout dans le sérieux, une verve de critique, et un talent qui emprunte de la raison une naturelle éloquence. » Selon Sainte-Beuve, « son élégance étudiée, compassée, est un peu commune ; son jugement ne ressort pas nettement. Il se livre souvent à des réflexions vagues, banales, un peu à côté de son sujet ; il ne va pas au fait ni au fond. [...] Il n'est ni pour ni contre Chateaubriand. Il ne dit pas trop de mal de Mme de Staël, mais il dit encore plus de bien de Mme de Genlis. [...] M. Joubert a très bien dit de lui et de son style qui affecte le nombre oratoire : « Le style de Dussault est un agréable ramage, où l'on ne peut démêler aucun air déterminé. » »
Il meurt le 14 juillet 1824 et fut inhumé au cimetière de Saint-Sulpice de Vaugirard.

## Publications
- Annales littéraires, ou Choix chronologique des principaux articles de littérature insérés par M. Dussault dans le Journal des débats, depuis 1800 jusqu'à 1817 inclusivement, 4 vol., 1818-1824 Tome 4 en ligne

Éditions d'ouvrages
- Jacques-Bénigne Bossuet, Esprit Fléchier : Oraisons funèbres de Bossuet, Fléchier et autres orateurs, avec un discours préliminaire et des notices par M. Dusault, 4 vol., 1820-1826
- Quintilien : Quintilianus. De institutione oratoria ad codices parisinos recensitus, cum integris commentariis Georgii Ludovici Spalding, quibus novas lectiones et notas adjecit Joannes Josephus Dussault, 4 vol., 1821-1823
- Mademoiselle Dumesnil : Mémoires de Mlle Dumesnil, en réponse aux mémoires d'Hippolyte Clairon, revus, corrigés et augmentés d'une notice sur cette comédienne, revus, corrigés et augmentés d'une notice sur cette comédienne par M. Dussault, 1823
- Quintilien : Declamationes majores et minores, item Calpurnii Flacci ex recensione burmanniana, cui novas lectiones et notas adjecit Joannes Josephus Dussault, 2 vol., 1823-1824

Pamphlets
- Fragment pour servir à l'histoire de la Convention nationale depuis le 10 thermidor jusqu'à la dénonciation de Lecointre, inclusivement, 1794
- Réponse du neveu de mon oncle à Réal, 1794
- Lettre de J.-J. Dussault à J.-B. Louvet, au sujet de son journal, 1794
- Lettre de J. J. Dussault au citoyen Roederer, sur la religion, 1795 Texte en ligne
- Lettre de J.-J. Dussault au citoyen Fréron, 1795
- Portrait de Robespierre, avec la Réception de Fouquier-Tinville aux enfers par Danton et Camille Desmoulins, 179? Texte en ligne
- Portraits exécrables du traître Robespierre et ses complices tenus par la Furie, avec leurs crimes et forfaits que l'on découvre tous les jours, suivie de la vie privée du scélérat Henriot, 179? Texte en ligne
- Véritable portrait de Catilina Robespierre, tiré d'après nature, 179? Texte en ligne
- Lettre adressée à M. Chénier, 1807